# William Bowie
Pour les articles homonymes, voir Bowie.
William Bowie, né le 6 mai 1872 à Annapolis Junction (Maryland) et mort le 25 août 1940 à Washington, est un ingénieur-géodésien américain.

## Biographie
William Bowie obtient un diplôme de B.S. (Bachelor of Science) du Trinity College de Hartford (Connecticut) en 1893, puis poursuit des études d'ingénieur à l'université Lehigh où il reçoit un diplôme de C.E. (Batchelor's Degree in Civil Engineering) en 1895. En 1922, William Bowie retourne à l'université Lehigh pour y passer son doctorat.
William Bowie est ensuite immédiatement engagé au service géodésique des États-Unis (U.S. Coast and Geodetic Survey) et y fait toute sa carrière jusqu'à sa retraite en 1936. En 1909, il devient le directeur du département géodésie. Pendant la Première Guerre mondiale, il sert dans le corps des ingénieurs de l'armée américaine avec le grade de major.
William Bowie a développé la "Méthode Bowie", un paradigme de cartographie et localisation simultanées (SLAM) toujours utilisé aujourd'hui par les systèmes informatiques de géolocalisation.
William Bowie prend sa retraite le 31 décembre 1936. Il décède le 25 août 1940 à Washington et est enterré au cimetière national d'Arlington.

## Autres fonctions
- 1920-1933 : Président de l'Association internationale de Géodésie
- Membre de l'Académie nationale des sciences des États-Unis
- Membre de l'Académie des sciences

## Prix et honneurs
- 1932 : Prix Charles Lagrange par l'Académie royale des sciences, des lettres et des beaux-arts de Belgique
- 1937 : Médaillé de la Franklin Institute
- 1937 : Officier de l'Ordre d'Orange-Nassau
- 1939 : Croix de l'Ordre royal de Saint-Sava

## Hommages
En 1939, l'Union américaine de géophysique crée la Médaille Willian Bowie, son titre le plus honorifique décerné annuellement.

## Ouvrages
- Isostasy, ed. EP Dutton, 1927. 275 pages (Lire en ligne)